# Bakerhill
Bakerhill è un comune degli Stati Uniti d'America situato nella contea di Barbour dello Stato dell'Alabama.